# Marquesado de La Cadena
El marquesado de La Cadena es un título nobiliario español creado el 23 de septiembre de 1890, a favor de María del Carmen Pratosi y Fita, casada con Ramón de la Cadena y Laguna, durante la minoría de edad del rey Alfonso XIII, siendo su madre, María Cristina de Habsburgo Lorena regente, .

## Nota
Por Real Decreto de 16 de marzo de 1906, se confirmó que este título, a efectos de sucesión, se consideraría como si se hubiera concedido al esposo de la concesionaria, Ramón de la Cadena y Laguna, por lo que de no haber sucesores directos de ambos, los sucesores serían los allegados a él, en perjuicio de los familiares de María del Carmen Pratosi y Fita, aunque ella fuese la concesionaria del título.

## Marqueses de La Cadena
|                           | Titular                         | Periodo                   |
| Creación por Alfonso XIII | Creación por Alfonso XIII       | Creación por Alfonso XIII |
| ------------------------- | ------------------------------- | ------------------------- |
| I                         | María del Carmen Pratosi y Fita | 1890-1928                 |
| II                        | Ramón de la Cadena y Brualla    | 1928-1967                 |
| III                       | Enrique de la Cadena y Calero   | 1967-1995                 |
| IV                        | Jaime Lacadena e Higuera        | 1996-actual titular       |

## Historia de los marqueses de La Cadena
- María del Carmen Pratosi y Fita, I marquesa de La Cadena.

1. Casó con Ramón de la Cadena y Laguna. Le sucedió su sobrino:

- Ramón de la Cadena y Brualla, II marqués de La Cadena.

1. Casó con Esther Calero y Fernández. Le sucedió su hijo:

- Enrique de la Cadena y Calero (1929-1995), III marqués de La Cadena.

1. Casó con María Josefa Higuera y Baselga. Le sucedió su hijo:

- Jaime Lacadena e Higuera (n. en 1957), IV marqués de La Cadena.

1. Casó con Lourdes Beltrán de Heredia y Villa.